# Liste der Kardinalskreierungen Clemens’ III.
Papst Clemens III. hat im Verlauf seines Pontifikates (1187–1191) die Kreierung von 24 Kardinälen vorgenommen.

## Konsistorien

### 12. März 1188
- Pierre de Blois[2] – Kardinalpriester von S. Clemente, † 23. November 1188
- Alessio Capocci[3], Augustiner-Chorherren – Kardinalpriester von S. Susanna, † 24. April 1189
- Giordano di Ceccano[4], O.Cist. – Kardinalpriester von S. Pudenziana, † 23. Februar 1206
- Petrus[5] – Kardinalpriester von S. Pietro in Vincoli, † nach 26. Juli 1191
- Pietro Gallocia[6] – Kardinalpriester von S. Lorenzo in Damaso, dann (Juli/August 1190) Kardinalbischof von Porto e Santa Rufina, † 14. März 1211
- Giovanni Malabranca[7] – Kardinaldiakon von S. Teodoro, † zu Ende 1192
- Gregorio de San Apostolo[8] – Kardinaldiakon von S. Maria in Portico, † 1202
- Giovanni Felici[9] – Kardinaldiakon von S. Eustachio, dann (23. September 1189) Kardinalpriester von S Susanna, † 1194
- Bernardo[10], Augustiner-Chorherren – Kardinaldiakon von S. Maria Nuova, dann (20. Februar 1193) Kardinalpriester von S. Pietro in Vincoli, † 1204
- Gregoro Crescenzi[11] – Kardinaldiakon von S. Maria in Aquiro, dann (23. Dezember 1200) Kardinalpriester von S Vitale, † 11. Mai 1208
- Bobo[12] – Kardinaldiakon von S. Giorgio in Velabro, † zu Ende 1188

### November 1188
- Roffrid de Insula[13], O.S.B.Cas., Abt von Monte Cassino – Kardinalpriester von SS. Marcellino e Pietro, † 30. Mai 1210

### Mai 1189
- Giovanni[14], Bischof von Toscanella (1188 bis 1199) – Kardinalpriester von S. Clemente, dann (17. April 1199) Kardinalbischof von Albano, † um Jahreswende 1210/11

### Juli/August 1190
- Rufino[15], Bischof von Rimini (1185 bis zum Tod) – Kardinalpriester von S. Prassede, † vor 23. März 1192

### 22. September 1190
- Cencio[16] – Kardinaldiakon, dann (22. Dezember 1190) Kardinalpriester von S. Lorenzo in Lucina, endlich (März 1217) Kardinalbischof von Porto e Santa Rufina, † nach 24. Juli 1217
- Guido de Papa[17] – Kardinaldiakon, dann (22. Dezember 1190) Kardinalpriester von S. Maria in Trastevere, endlich (27. Mai 1206) Kardinalbischof von Palestrina, † 1221
- Romano[18] – Kardinaldiakon, dann (22. Dezember 1190) Kardinalpriester von S. Anastasia, † um 1194
- Gregorio Carelli[19] – Kardinaldiakon von S. Giorgio in Velabro, † 30. Mai 1211
- Lotario dei Conti di Segni[20] – Kardinaldiakon von SS. Sergio e Bacco, dann (8. Januar 1198) Papst Innozenz III. † 16. Juli 1216
- Gregorio Bobone[21] – Kardinaldiakon von S. Angelo, † nach 15. Juli 1202
- Niccolo Scolari[22], Kardinalnepot – Kardinaldiakon Sancte Romane Ecclesie, dann (22. Dezember 1190) Kardinaldiakon von S. Lucia in Orthea, endlich (1191) Kardinaldiakon von S. Maria in Cosmedin, † 1200
- Giovanni di Salerno[23], O.S.B.Cas. – Kardinaldiakon, dann (22. Dezember 1190) Kardinalpriester von S. Stefano in Monte Celio † nach 22. April 1208

### 22. Dezember 1190
- Hugo[24] – Kardinalpriester von S. Martino, † 9. März 1206
- Egidio di Anagnia[25] – Kardinaldiakon von S. Nicola in Carcere, † Oktober 1194